# Richie McCaw
Richard Hugh McCaw (31 december 1980) is een gepensioneerde Nieuw-Zeelandse rugbyspeler die voornamelijk speelde als openside flanker. Hij speelde van 1999-2015 voor Canterbury, in 2001 debuteerde hij voor de All Blacks en Crusaders. Van 148 wedstrijden die hij speelde voor de All Blacks was hij 111 wedstrijden de aanvoerder en is een speler met de meeste gespeelde wedstrijden, 148 wedstrijden. Zijn laatste wedstrijd was de Wereldkampioenschap 2015 finale tussen Nieuw-Zeeland en Australië. Op 18 november 2015 na een dag van het overlijden van legende Jonah Lomu kondigde hij zijn afscheid aan. Richie McCaw werd wereldwijd geprezen als de beste openside flanker ter wereld, en werd drie maal uitgeroepen als de beste rugbyer van ter wereld. Er waren geruchten dat de All Blacks slechter af zouden zijn zonder hem, maar dat was niet het geval. wel worden er na z'n pensionering opvallend vaker gele en rode kaarten toegeschreven aan All Blacks.
Richie McCaw is lid van Nieuw-Zeelandse Orde van Verdienste.

## All Blacks
Richie McCaw debuteerde tegen Ierland in 2001 en werd uitgeroepen tot de man van de wedstrijd. In 2004 werd hij benoemd tot de aanvoerder van Nieuw-Zeeland.

## Privéleven
Richie McCaw is getrouwd met Gemma Flynn. in juni 2018 kondigden het stel aan de eerste baby te verwachten. 
Naast zijn rugbycarrière is hij sinds 2003 helikopterpiloot en heeft een eigen bedrijf genaamd Christchurch Helicopters.  